# Hide
Хидэто Мацумо́то (яп. 松本 秀人 Мацумото Хидэто, 13 декабря 1964 — 2 мая 1998) — популярный японский музыкант, также известный под сценическим именем hide (читается «хи-дэ», все буквы записываются строчными, так Хидэто подписывался в некоторых письмах). Был соло-гитаристом популярной японской хэви-метал-группы X Japan с 1987 по 1997. Также был преуспевающим солистом и одним из основателей американской группы Zilch.

## Биография

### Ранние годы (1964—1984)
Хидэто Мацумото родился 13 декабря 1964 года в Йокосуке. В 1968 году пошёл в детский сад. В детстве Хидэ был очень толстым ребёнком — его вес составлял примерно 70 кг. Он всегда был одним из самых толстых детей в классе. Он ненавидел своё тело — из-за него над мальчиком постоянно смеялись одноклассники. Пока Хидэ подрастал, его родители не уставали восхищаться образованием, которое получал их сын. Кроме школы, мальчик посещал и факультативные занятия. Родители даже отправляли его в Лос-Анджелес и Канаду по одномесячной программе, позволявшей участникам жить в приёмных семьях. Целью этой программы было «понять и почувствовать» окружающую среду тех мест. Из этих путешествий Хидэ помнил немного. Он был любимым сыном, но чаще всего звал сам себя «бабушкин сынок». Его бабушка была очень элегантной, стильной дамой, работавшей в городе косметологом, и часто причесывала волосы внука. Позже Хидэ признавался, что она оказала большое влияние на его внешний вид.
11 марта 1980 Мацумото заканчивает начальную школу Токива и поступает в среднюю школу Дзуси Кайсэй (яп. 逗子開成中学校・高等学校) в городе Дзуси префектуры Канагава, где он присоединяется к школьному оркестру. Вскоре он покинул его, так как ассоциировался у школьников с кларнетом, хотя Хидэто хотел играть на трубе.
Впервые Хидэ услышал рок-музыку, когда учился во 2 классе средней школы. Это были Kiss (Alive!), и он был потрясен их звучанием. Хидэ полюбил рок в целом и Kiss в отдельности настолько, что присоединился к неофициальному фан-клубу Kiss, находящемуся недалеко от своего дома. С того времени он начал слушать разнообразную рок-музыку. На следующий год бабушка Хидэ купила ему гитару Gibson Les Paul Deluxe.. Он был единственным в школе, кто имел такую гитару, поэтому его прозвали «Гибсон». Как бы то ни было, Хидэ не умел играть на гитаре. Он учился играть, глядя на гитарные аккорды в журнале, и мечтал создать свою группу и давать выступления. К сожалению, его школа запрещала играть «электрик», поэтому у Хидэ не было возможности создать группу вместе с одноклассниками. Недалеко от его дома находилась улица Добита с множеством баров и магазинов. Это было самое переполненное и интернациональное место поблизости. С друзьями, с которыми он встречался на этой улице, Хидэ создал группу и назвал её «Saber Tiger». Однако вскоре им пришлось сменить своё имя на «Saver Tiger», так как в городе объявилась другая группа с таким же названием.
В апреле 1983 он начинает посещать школу косметологии и моды при Hollywood Beauty Salon (в настоящее время Roppongi Hills), которую заканчивает с выдающимися результатами в 1984. Позже он сдаёт национальный экзамен и получает лицензию косметолога. В июле 1985 Saver Tiger выпускают собственную пластинку.
В 1986 группа меняет название на «Yokosuka Saver Tiger», чтобы избежать конфликта с группой с таким же названием из Саппоро. Их первое появление было ознаменовано выходом компиляции Devil Must Be Driven out with Devil (также с участием японских метал и хардкор групп Lip Cream, United, Ghoul). Они продолжали выступать в ночных клубах таких как Meguro Rokumeikan, Omiya Freaks и Meguro Live Station.
Вскоре после этого «Yokosuka Saver Tiger» распались, и Хидэ позвонил лидер группы X Ёсики Хаяси, выразив интерес по возрождению «X Japan», который, несомненно, обнищал после ухода Дзюна и Хикару.

### X Japan (1987—1997)
Хидэ присоединился к X (затем называвшимися X Japan) в 1987. Он стал соло-гитаристом и автором музыки к некоторым песням X, таким как «Celebration», «Joker» и синглу «Scars». Когда состоялся выход их мини-альбома Art of Life, участники X Japan взяли перерыв, чтобы заняться собственными соло проектами. Они избавились от большей части своей вижуал кэй эстетики, за исключением Мацумото, который до сих пор выступал в дико цветной одежде и с фирменными ярко розовыми волосами.

### Сольная карьера (1993—1998)
В начале 1993, Мацумото, Inoran и J из Luna Sea, объединившись под названием M・A・S・S, записали песню «Frozen Bug», которая вошла в сборник Dance 2 Noise 004. В этом же году Хидэ снялся в фильме Seth et Holth вместе с Tusk из Zi:Kill. В 1994 Мацумото получил первую прибыль от выхода на собственном лейбле Lemoned (основан в 1989), пластинки группы Zeppet Store. В этом же году Хидэ записывает и выпускает свой первый соло-альбом Hide Your Face. Кроме авторства текстов, он также играет на всех гитарах (включая бас-гитару) и поет. Изображение на обложке альбома основывалось на маске, нарисованной швейцарским художником Гансом Рудольфом Гигером. Музыкальный стиль альбома заметно отличается от гимнов спид-метала и рок-баллад группы X Japan, склоняясь больше к альтернативному року. Затем Мацумото отправляется в the Hide our Psychommunity Tour, для которого наняли музыкальную группу, которая станет затем частью проекта Hide with Spread Beaver.
Второй альбом Psyence вышел в 1996, за ним также последовал тур Psyence a Go Go. После того, как X Japan распался в 1997, Хидэ официально называет свой соло проект «Hide with Spread Beaver». Также он формирует вторую группу, Zilch, которая состояла из американских и британских музыкантов, таких как Джои Кастильо из Danzig и Пол Рейвен из Killing Joke. Кроме этого проекта, Мацумото работал как замечательный композитор, певец и гитарист. В 1998 он начал работу над первыми альбомами Spread Beaver и Zilch, но так не закончил её, вследствие своей смерти в этом же году.

### Смерть
Хидэто Мацумото умер 2 мая 1998 года. После пьяной ночи он был найден повешенным на полотенце на дверной ручке в своей токийской квартире. Три фаната умерли, совершив суицид подобным образом, более 50 000 людей пришли на его похороны в Цукидзи Хонган-дзи, около 60 были госпитализированы и примерно 200 понадобилась первая помощь, оказанная в палатках скорой помощи. Позже, через месяц, вышел сингл «Pink Spider», который занял лидирующую позицию в чартах Oricon. Эта песня также получила награду на MTV Video Music Award в категории «Выбор японских зрителей». Следующий сингл «Ever Free» был также сметен с полок покупателями, и в это же время увеличились продажи прошлого «Rocket Dive». Американский журналист Нейл Страусс прокомментировал это так: «Спустя всего несколько недель японская поп-культура перешла от оплакивания смерти Хидэ до её пожирания».
В то время как авторитеты[какие?] настаивают на версии суицида, некоторые друзья и коллеги Хидэ верят, что это был несчастный случай, и среди них участники X Japan Ёсики Хаяси и Тайдзи Савада. Эта версия также поддерживается тем, что Хидэ не оставил посмертной записки, а Савада рассуждает в автобиографии, что в ночь смерти Хидэ мог просто использовать технику по избавлению от болей в спине и шее, от которых часто страдают гитаристы, долго использующие ремень для гитары. Техника была распространена среди участников X Japan и использовалась в течение тура; всё, что было нужно, — это полотенце, дверная ручка или вешалка. Как пишет Савада, Мацумото мог уснуть в состоянии опьянения и случайно удавиться.
Пол Рейвен, басист Zilch, сказал, что Хидэ «испытывал сильный стресс» из-за записи альбома Ja, Zoo. Несмотря на смерть Хидэ, Spread Beaver решили выпустить третий альбом Хидэ, запись которого ещё не была завершена. В конце концов в декабре И. Н. А. и другие члены группы выпустили посмертный альбом Хидэ «Ja, Zoo». Это стало возможным благодаря тому, что, когда Хидэ умер, запись была уже почти закончена. Осталось несколько песен, которые Хидэ записал только на демо-кассетах. Spread Beaver отредактировали эти демозаписи. Но осталась одна песня, которой не было даже на демо-кассетах. Хидэ не успел записать её. Эту песню пришлось дописывать с голосом его младшего брата. Ja, Zoo вышел в ноябре того же года. Дебютный альбом Zilch 3.2.1. также был выпущен и группа продолжала выступать в течение нескольких лет. И хотя они не достигли большой популярности в США, одна из их песен была саундтреком к Heavy Metal 2000.
The Hide Memorial Summit был проведён 3 и 4 мая 2008 года на стадионе «Адзиномото», где, помимо различных популярных японских рок-групп, выступили и X Japan.

## Spread Beaver
Состав:
- Киёси Хомма (яп. 本間清司 Хомма Киёси) — гитара
- Кадзухито «K.A.Z» Иваикэ — гитара
- Хироси «Chirolyn» Ватанабэ (яп. 渡膕弘 Ватанабэ Хироси) — бас-гитара
- Дайдзиро «D.I.E.» Нодзава (яп. 乃澤大二郎 Нодзава Дайдзиро) — клавишные
- Сатоси «Joe» Мияваки (яп. 宮脇知史 Мияваки Сатоси) — ударные
- Кадзухико «I.N.A.» Инада (яп. 稲田和彦 Инада Кадзухико) — перкуссия, программирование

Гитарист из X Japan, Томоаки «Pata» Исидзука, также принимал участие в выступлениях группы.

## Дискография

### Соло/с Spread Beaver
Aльбомы
- Hide Your Face (23 февраля 1994)
- Psyence (2 сентября 1996)
- Ja, Zoo (21 ноября 1998)

Синглы
- «Eyes Love You» (5 августа 1993)
- «50 % & 50 %» (5 августа 1993)
- «Dice» (21 января 1994)
- «Tell Me» (24 марта 1994)
- «Misery» (24 июня 1996)
- «Beauty & Stupid» (12 августа 1996)
- «Hi-Ho/Good Bye» (18 декабря 1996)
- «Rocket Dive» (28 января 1998)
- «Pink Spider» (13 мая 1998)
- «Ever Free» (27 мая 1998)
- «Hurry Go Round» (21 октября 1998)
- «Tell Me» (ре-релиз, 19 января 2000)
- «In Motion» (19 июля 2002)

Концертные альбомы
- Psyence a Go Go (19 марта 2008)
- Hide Our Psychommunity (23 апреля 2008)

Сборники
- Tune Up (21 июня 1997)
- Tribute Spirits (1 мая 1999)
- Best: Psychommunity (2 марта 2000)
- Psy Clone (22 мая 2002)
- Singles — Junk Story (24 июля 2002)
- King of Psyborg Rock Star (28 апреля 2004)

С X Japan
С Zilch
- 3.2.1. (23 июля 1998)
- BastardEyes (7 июля 1999)